# Антон Алоис Гогенцоллерн-Зигмаринген
Антон Алоис Гогенцоллерн-Зигмаринген (нем. Anton Aloys Meinrad Franz von Hohenzollern-Sigmaringen; 20 июня 1762, Зигмаринген — 17 октября 1831, Зигмаринген) — 7-й владетельный князь Гогенцоллерн-Зигмаринген с 20 декабря 1785 года.

## Биография
Родился в замке Зигмаринген, столице княжества. Младший сын принца Карла Фридриха Гогенцоллерн-Зигмарингена (1724—1785), князя Гогенцоллерн-Зигмарингена (1769—1785), и Марии Иоганны Жозефы фон Гогенцоллерн-Берг (1727—1787), графини ван Берг и сеньоры ван Боксмер (1781—1787).
Молодость провёл в замке Херенберг и других владениях своей матери в Нидерландах. Учился в университетах Фрайбурга, Гейдельберга и Ингольштадта. Его отец участвовал в Семилетней войне, а мать находилась во владениях своего брата Иоганна Баптиса.
20 декабря 1785 года после смерти своего отца Карла Фридриха Антон Алоис вступил на княжеский титул в княжестве Гогенцоллерн-Зигмарингена.
22 февраля 1787 года после смерти своей матери Йоханны Жозефины фон Гогенцоллерн-Берг Антон Алоис унаследовал её титулы и владения в Нидерландах.
В 1790 года князь Антон Алоис Гогенцоллерн-Зигмаринген присутствовал на коронации императора Священной Римской империи Леопольда II Габсбурга.
После начала Французской революции в 1789 году князь Антон Алоис Гогенцоллерн-Зигмаринген бежал из своих владений в Вену, вернулся на родину только в 1796 году.
Жена Антона Алоиса — Амалия Зефирина Сальм-Кирбургская с 1785 по 1822 год проживала в Париже во Дворце Сальм, построенном в 1782-1787 годах по заказу её брата, князя Фридриха Зальм-Кирбургского. Во время Французской революции в 1794 году князь Фридрих III Сальм-Кирбургский и Александр де Богарне, брат и любовник Амалии Зефирины, были казнены и похоронены в общей могиле. Несмотря ни на что, принцесса поддерживала хорошие отношения с рядом влиятельных деятелей революции, в том числе с Шарлем де Талейраном, Жозефиной де Богарне, вдовой её любовника и будущей женой Наполеона Бонапарта. Амалия Сальм-Кирбургская стала подругой Жозефины Богарне.
В 1802 году Антон Алоис потерял все свои голландские владения, а замен получил в качестве компенсации округ Глатт в Северном Шварцбурге и секуляризованные монастыри Инцигкофен, Бойрон и Хольцен.
В 1806 году князь Антон Алоис Гогенцоллерн-Зигмаринген вступил в Рейнский союз, созданный Наполеоном Бонапартом, сохранив за собой родовые владения. Позднее Наполеон I передал князю во владение округа Aхберг и Хоэнфельс в Баварии, а также полный суверенитет над всеми своим владениями.
В 1814 году князь Антон Алоис участвовал в Венском конгрессе. Суверенитет княжества Гогенцоллерн-Зигмаринген был официально подтвержден. Князь получил во владение родовые земли в Баварии и Нидерландах. В 1815 году Антон Алоис вступил в Германский союз.

## Награды
- Орден Чёрного орла (12 октября 1790, королевство Пруссия)[1]
- Орден Красного орла (1792, королевство Пруссия)

## Семья и дети
13 августа 1782 года принц Антон Алоис Гогенцоллрен-Зигмаринген в замке Даун женился на принцессе Амалии Зефирине Зальм-Кирбургской (6 марта 1760 — 17 октября 1841), дочери принца Филиппа Йозефа Сальм-Кирбургского (1709—1779) и Марии Терезии ван Хорн (1725—1783). Супруги имели двух детей:
- сын (род. и ум. в 1783 году)
- Карл Антон (20 февраля 1785 — 11 марта 1853), 8-й князь Гогенцоллерн-Зигмаринген (1831—1848). В 1808 году женился в Париже на Марии-Антуанетте Мюрат, племяннице неаполитанского короля Иоахима Мюрата.